# William H. Crawford
William Harris Crawford (24 de febrero de 1772– 15 de septiembre de 1834) fue un político y juez estadounidense de principios del siglo XIX. Fue Secretario de Guerra de 1815 a 1816 y Secretario del Tesoro de 1816 a 1825. Además, fue candidato a presidente de Estados Unidos en 1824.
Crawford nació en el Condado de Amherst (Virginia), pero su familia se mudó cuando él era niño al Condado de Appling (Georgia). En su juventud, trabajó como granjero y maestro de escuela durante diez años; más tarde, en 1799, comenzó su carrera de abogado en Lexington (Georgia).
En 1803, Crawford fue elegido para la Asamblea legislativa de Georgia por el Partido Demócrata-Republicano. En 1807, la Asamblea lo eligió para ocupar una vacante en el Senado.
Crawford pronto se convirtió en un respetado e influyente senador, y fue elegido en 1811 Presidente pro tempore del Senado de los Estados Unidos. El 20 de abril de 1812 murió el vicepresidente George Clinton, lo que convirtió a Crawford, en calidad de Presidente pro tempore, en vicepresidente provisional. Desempeñó ese cargo hasta el 4 de marzo de 1813. En reconocimiento a sus habilidades, el presidente James Madison nombró en 1812 a Crawford embajador en el Primer Imperio Francés. 
Cuando Crawford regresó, Madison lo nombró Secretario de Guerra. Un año más tarde, y tras no querer presentarse como candidato presidencial en 1816, fue nombrado Secretario del Tesoro. Permaneció en el cargo durante los mandatos de James Madison y James Monroe.
Crawford fue de nuevo candidato por el Partido Demócrata-Republicano para las elecciones presidenciales de 1824. El Partido Demócrata-Republicano se escindió, y uno de los grupos resultantes lo eligió a él. A pesar de que su salud mejoró (y de que contaba con el apoyo de dos expresidentes: Madison y Thomas Jefferson), solo consiguió quedar tercero en las elecciones a la presidencia, por detrás de John Quincy Adams y Andrew Jackson. Después de que rechazara la propuesta de Adams para continuar como Secretario del Tesoro, Crawford se retiró a Georgia, donde ejerció como juez del tribunal superior del estado. Crawford siguió en la judicatura hasta su muerte, diez años después . Está enterrado en el Crawford Cemetery en Crawford (Georgia).
Su primo, George W. Crawford, fue Secretario de Guerra durante el mandato de Zachary Taylor.